# Salomé (chanteuse)
Pour les articles homonymes, voir Salomé.
Salomé, née Maria Rosa Marco le 21 juin 1939, à Barcelone, est une chanteuse espagnole.
En 1969, elle représente l’Espagne avec la chanson Vivo cantando au Concours Eurovision de la chanson et obtient la première place en même temps que Lulu, Lenny Kuhr et Frida Boccara. La musique est composée par Maria José Cerato et les paroles sont de Aniano Alcalde.